# Barbarism
Termenul barbarism (< fr  barbarisme, cf. la  barbarismus, el  βαρβαρισμός (barbarismós) are sensul inițial, întâlnit la Aristotel, „limbaj de neînțeles, cum ar fi o limbă străină”. În retorica antică a primit sensul de folosire improprie a unui cuvânt, care contravine uneia dintre calitățile cerute stilului, anume corectitudinea lingvistică, incluzând folosirea neobișnuită a unor cuvinte străine. În lingvistica modernă, termenul a fost preluat cu sensul de orice abatere de la normele limbii la un moment dat al istoriei sale.
În funcție de limba de origine, barbarismele pot fi denumite cu termeni preciși: grecism, latinism, slavism, germanism, galicism (sau franțuzism) etc.

## Interpretarea termenului în lingvistică
Barbarismul a fost interpretat în moduri diferite de către lingviști în decursul timpului.
Umaniștii din perioada Renașterii, îndreptându-și atenția către Antichitate, considerau barbarisme unele expresii din limba latină medievală, ca străine față de latina clasică.
În perioada de formare a limbilor naționale și de început al standardizării acestora au existat mișcări de așa-zisa „purificare a limbii”, care considerau barbarisme cuvintele străine în general. De exemplu, în perioada mișcării numită a „înnoirii limbii” din istoria limbii maghiare (sfârșitul secolului al XVIII-lea – mijlocul secolului următor), cărturarii care o reprezentau au militat împotriva latinismelor și a germanismelor, pe care le considerau barbarisme.
O asemenea interpretare a barbarismului a existat în lingvistica mai multor limbi. În tradiția lingvistică românească erau considerate barbarisme împrumuturi lexicale de prisos, de obicei în jargonul unor categorii sociale sus-puse, de exemplu demoazelă (< fr  demoiselle „domnișoară”) sau ánimă (< it  anima „suflet”). În lingvistica rusă există de asemenea tradiția acestei viziuni, referitoare la elementele franceze introduse în jargonul ei de către nobilimea rusă, în secolele al XVIII-lea și al XIX-lea. Încă din secolul al XVIII-lea s-au scris opere literare în care se satiriza folosirea unor franțuzisme ca флатировать (flatirovat’) „a flata”, адорировать (adorirovat’) „a adora”, "пансэ" (panse) „gând” etc.
Tot tradițional, barbarismul este interpretat ca un împrumut neadaptat normelor fonetice, morfologice și grafice ale limbii române.
Nici în lingvistica modernă barbarismul nu este interpretat în mod unitar.
Unii lingviști continuă interpretarea tradițională, de pildă Constantinescu-Dobridor 1998 (vezi mai sus), care mai adaugă la categoria barbarismelor și forma deformată a cuvintelor vechi în limbă.
Bidu-Vrănceanu et al. 1997 afirmă că în accepția generală a lingvisticii europene, barbarismul este un cuvânt folosit într-o limbă cu o formă sau cu un sens greșit, de către vorbitori care nu cunosc suficient varietatea standard a limbii, fie având altă limbă maternă, fie având un nivel insuficient de instruire în limba maternă.
Barbarismul poate include eroarea gramaticală față de normă, dar există interpretări diferite privind domeniile gramaticii în care se manifestă. Dubois 2002 precizează că barbarismul se referă la forma cuvântului, de pildă la conjugarea greșită a unui verb (ex. fr  cueillira în loc de cueillera „va culege”) sau la formarea prin derivare a unui cuvânt nou în locul altuia existent, ex. solutionner, împrumutat și în română, „a soluționa”, în loc de résoudre „a rezolva”. Greșelile de construcție, deci sintactice, le distinge de barbarism cu termenul solécisme „solecism”. Această distincție era făcută deja în retorica clasică. Unele abateri sunt de la regulile limbii în general, indiferent de varietatea de limbă, altele sunt numai de la varietatea standard, în unele dialecte sau sociolecte.
Bussmann 1998 include în barbarism greșeala de pronunție, abaterea de la ortografie și greșeala de acord, care ține de sintaxă. El vede în solecism o încălcare a regulilor gramaticale fără să precizeze vreun domeniu al gramaticii.
Szathmári 2008 amintește, în articolul „barbarism”, că în retorica clasică, greșeala de sintaxă este distinsă ca solecism, și în același articol afirmă că în retorica modernă, barbarismul este o noțiune generică, înțelegându-se prin el un cuvânt, dar și o construcție, folosite ca procedee stilistice, care nu se încadrează din punctul de vedere al formei sau al structurii în standardul limbii, sau reflectă influența unor limbi străine.

## Statutul barbarismelor
Dintre barbarismele în sensul de cuvinte străine, unele dispar cu timpul din limbă, dar altele nu. Șăineanu 1929 dădea ca exemple de barbarisme travaliu, sinceraminte, pliroforisi, simandicos, audace, placid, dele, otnoșenie, orgoliu, ravaj, consciu, conturb. În Ciorănescu 1958-1956 apar ca barbarisme a flata, a foxtrota, garson, tur, a învagona. Dintre acestea, majoritatea au dispărut, dar unele sunt prezente în DEX '09 fără mențiunea că ar fi barbarisme sau arhaisme, ex. travaliu (ca termen din obstetrică), simandicos, placid, orgoliu, conturba, flata. De asemenea, au dispărut barbarisme din secolul al XIX-lea precum soirée „serată” (Mihail Kogălniceanu) sau novitate „noutate” (Costache Negruzzi), dar altele s-au păstrat, de exemplu mersi sau bonjur. În secolul al XXI-lea sunt folosite mai ales barbarisme luate din limba engleză: top, show, star, O.K., supermarket, bodyguard, board, briefing.
Părerea că sunt sau că nu barbarisme despre unele cuvinte ori fenomene poate diferi de la un lingvist la altul în aceeași perioadă relativ scurtă din istoria limbii. Pe măsură ce se generalizează în folosința vorbitorilor, acestea prezintă un parcurs în direcția varietății standard. De pildă mersi apare în DEX '98 cu mențiunea „franțuzism”, deci ca barbarism, dar în DEX '09 nu mai poartă această mențiune, ci apare ca aparținând registrului de limbă familiar, iar în NODEX 2002 fără niciuna din aceste mențiuni, dar în MDA2 (2010) este din nou calificat ca franțuzism. Dubois 2002 menționează că verbul solutionner „va putea fi considerat barbarism de către gramaticienii puriști”. Dicționarul Le Robert îl menționează ca „criticat”. Dicționarul Larousse dă explicația că nu poate fi considerat barbarism, pentru că este format în mod regulat de la solution „soluție” și că s-a răspândit probabil din cauza dificultăților de conjugare a lui résoudre. Totuși, recomandă evitarea lui în exprimarea îngrijită, mai ales în scris. Dicționarul TLFi îl dă fără nicio mențiune care l-ar scoate din registrul curent al limbii.
După Szathmári 2008, barbarismul folosit în mod conștient în literatură este o figură de stil acceptată. Prin asemenea abateri de la standardul din vremea autorului, acesta imită vorbirea reală a unor personaje, mai ales în proză și în dramaturgie. În poezie, pe lângă astfel de barbarisme apar unele ca licențe poetice, îndeosebi din necesități ale versificației. Exemple din poezii de Mihai Eminescu:
Mai suna-vei, dulce corn / Pentru mine vre odată? – hiat;
Privea în zare cum pe mări / Răsare și străluce – formă nestandard a verbului.